# SN 1990D
SN 1990D – supernowa odkryta 23 stycznia 1990 roku w galaktyce A134325+2906. W momencie odkrycia miała maksymalną jasność 20,00m.